# 1950年のメジャーリーグベースボール
以下は、メジャーリーグベースボール（MLB）における1950年のできごとを記す。
1950年4月18日に開幕し10月7日に全日程を終え、ナショナルリーグはフィラデルフィア・フィリーズ1915年以来35年ぶり2度目のリーグ優勝を、アメリカンリーグはニューヨーク・ヤンキースが2年連続17度目のリーグ優勝をした。
ワールドシリーズはニューヨーク・ヤンキースがフィラデルフィア・フィリーズを4勝0敗で制し、2年連続13度目のシリーズ制覇となった。
1949年のメジャーリーグベースボール - 1950年のメジャーリーグベースボール - 1951年のメジャーリーグベースボール

## できごと
ナショナルリーグは、ドジャースとフィリーズの優勝争いが熾烈を極め、最後まで争って公式戦最終日にフィラデルフィア・フィリーズがペナントを獲得した。フィリーズは投手陣にロビン・ロバーツ(20勝）とカート・シモンズの両先発、これにボブ・ミラー（11勝）がいて、そして抑えでジム・コンスタンティーが16勝7敗22セーブを挙げてコンスタンティー投手はこの年にリーグMVPに選ばれた。それまで余り注目されなかったリリーフ投手が最優秀選手になった。この他にリッチー・アシュバーン（打率.303）、ディック・シスラー（打率.296）を揃えて前年優勝のドジャースに競り勝った。
アメリカンリーグは、ヤンキースがタイガース（95勝）、レッドソックス（94勝）、インディアンス（92勝）と上位チームが強力であったが、98勝を挙げて2年連続優勝を飾った。この年にルーキーでホワイティー・フォードがデビューして9勝を挙げて、センセーションを巻き起こした。後に50年代から60年代にかけてヤンキースの黄金時代を代表するエースとして君臨した。投手陣はレイノルズ、ラスキ、そしてセントルイス・ブラウンズから移籍したフェリックがいて、打者ではヨギ・ベラ捕手、フィル・リズート遊撃手(この年リーグMVP)、ジェリー・コールマン二塁手が活躍した。
ワールドシリーズは、平均年齢25歳の若いフィリーズに対して老練なヤンキースが4連勝してシリーズ2連覇となったが、4試合とも接戦で1-0、2-1、3-2、5-2と白熱したゲーム展開で第4戦は新人のホワイティー・フォードが9回2死まで投げて初勝利を収めたが、これが通算ワールドシリーズ10勝の最多勝記録を持つフォードの1勝目であった。

### コニー・マックの引退
フィラデルフィア・フィリーズのリーグ優勝に沸いたフィラデルフィアのもう一つの球団のアスレチックスのオーナー兼監督のコニー・マックがこの年限りで辞任した。1901年にバン・ジョンソンがアメリカンリーグ創設の時にウエスタンリーグ(アメリカンリーグの前身)のミルウオーキー・ブルワーズ(現在の球団とは無関係)の監督を務めていたコニー・マックに注目し、その人気・人格・球歴を考えて新しいアメリカンリーグの目玉にしょうと考えた。マックはジョンソン会長に請われて新球団フィラデルフィア・アスレチックスの共同オーナー兼監督として就任した。ジョンソン会長が新リーグの目玉としてもう1人注目していたのがジョン・マグローであった。マグローは結局ナショナルリーグのジャイアンツの監督に収まり、以後ナショナルリーグを代表する監督がジョン・マグローでアメリカンリーグを代表する監督がコニー・マックであった。この2人はワールドシリーズで3回対戦(1905年・1911年・1913年)して1905年はマグローのジャイアンツが4勝1敗で勝ち、あとの1911年と1913年はマックのアスレチックスが4勝2敗・4勝1敗で2度勝っている。そして1933年の第1回オールスターゲームはナショナルリーグ代表監督がジョン・マグローで、アメリカンリーグ代表監督がコニー・マックであった。リーグ優勝9回、ワールドシリーズ制覇5回で、ルーブ・ワッデル、ハーブ・ペノック、レフティ・グローブらのひと癖もふた癖もある選手をうまく御して実力以上のものを引き出したと言われている。1929年にハワード・エームケをワールドシリーズ第1戦に先発出場させた大バクチ、ルー・ブリッシー投手を戦争の負傷から7年間待ってカムバックさせた辛抱強さ、そしてタイ・カッブやトリス・スピーカーを引き取って花道を飾らせた人情味溢れた話など、たんなる名監督という言葉では括れないものを持っていた。
またコニー・マックは球団オーナーでもあり、経営者としては峻厳なところもあった。1910年から1914年の5年間で4度優勝して選手の年俸を上げ、すると球団経営が苦しくなり、給料が払えないとすぐに有力選手をトレードで他球団に売り払うことも厭わず、その後は低迷期が続き1915年から7年連続最下位となり、やっと立て直して1929年から1931年までリーグ3連覇したが大恐慌で苦しくなると再び選手を売り払ってチームを解体した。その後は低迷したまま3度目の黄金時代は到来しなかった。
人々は彼を『グランド・オールドマン・オブ・ベースボール』と呼び、監督在任中の1937年に既に野球殿堂入りを果たした。1862年生れで引退時88歳であったコニー・マックは6年後の1956年に94歳で死去した。

### ミッキー・マントル
前年6月に高校卒業直後にヤンキースのスカウトであるトム・グリーンウェイドに見出されて、ヤンキースに入団したミッキー・マントルは、その年にＤ級のカンザス・オクラホマ・ミズーリリーグのインディベンデンスに入り、翌1950年にＣ級のウエスタン・アソシェーションのジョブリンに上がった。当時マイナーリーグはAAA級・AA級・Ａ級・Ｂ級・Ｃ級・Ｄ級の6階級あり、取りあえず最下級から順調にステップを踏んでいくコースを球団は用意した。この年、ジョブリンでまだ19歳のマントルは打率.383・本塁打26本・打点136の傑出した成績を残した。また左右どちらも打てるスイッチヒッターでもあることで他球団から注目されていた。そして意外な人物から球団にオファーが来た。カージナルスからドジャースを経てピッツバーグ・パイレーツに移っていたブランチ・リッキーGMからヤンキースのフロントに交換トレードの申し込みであった。まだメジャーデビュー前で素質は認めても何も実績が無いマントルを得るために交換条件として挙げた選手が何とラルフ・カイナーであった。カイナーは1946年からこの年まで5年連続でナショナルリーグの本塁打王で、この2年後まで7年連続まで伸ばし通算369本の本塁打を打って後に殿堂入りする選手であった。その選手と交換で新人でスイッチヒッターのマントルをリッキーは求めたのであった。ブランチ・リッキーはラルフ・カイナーを高く買っていなかった。カイナーがホームランを打ってもパイレーツが勝てないことで苛立っていた。この交換トレードは成立しなかったが3年後に実際カイナーをシカゴ・カブスにトレードで放出している。ヤンキースは既にミッキー・マントルにラルフ・カイナー以上のパワーと併せてカイナーには無い並外れた脚力と強肩を兼ね備えていることを見ていた。ブランチ・リッキーも遠くからこの19歳の若者に可能性を見出していた。次の年のアリゾナ州での春季キャンプにマントルはケーシー・ステンゲル監督に呼ばれた。そこでＣ級から5階級特進でいきなりメジャーリーグにデビューすることになった。
この年にニグロリーグの選手がニューヨーク・ジャイアンツと契約した。ミッキー・マントルと同じ1931年生れの19歳の黒人の若者は、翌1951年にマントルと同じくメジャーリーグにデビューして、リーグは違うがマントルのライバルとなった。やがて史上最強のスイッチヒッターと呼ばれたマントルだが、こちらは攻守走三拍子そろってコンプリートプレーヤーと呼ばれたウイリー・メイズである。

### ウォルター・オマリー
1943年にブルックリン・ドジャースのオーナーにブランチ・リッキーとジョン・スミスとウォルター・オマリーが就任した。ブランチ・リッキーはセントルイス・カージナルスのGM時代はファーム・システムを作り、ドジャースに来てからはGMを兼任してジャッキー・ロビンソンを入団させ球界の人種の壁を破ったことで当時は辣腕のゼネラルマネージャーとして知られた人物であった。ウォルター・オマリーは1942年にドジャースの法律顧問となり、翌年にドジャースの株を買ってリッキーらと共同オーナーとなり、球団経営に乗り出した。この時オマリーは40歳であった。1948年にフロリダ州ベロビーチに初の本格的なトレーニングキャンプ地として広大なドジャータウンを建設したのはオマリーであった。しかしオマリーとリッキーは折り合いが悪く、リッキーの考え方にはオマリーは与しなかった。そして、もう1人の共同オーナーであったジョン・スミスが死去すると、オマリーは未亡人から株を買い、リッキーよりも球団に影響力を行使できる立場になった。この年に形勢不利とみたリッキーは、ピッツバーグ・パイレーツからGMの打診を受けて、ドジャースの株をオマリーに売り、パイレーツのゼネラルマネージャーに転身した。リッキーはオマリーに追い出されたのである。
ウォルター・オマリーは1903年生まれ、ニューヨーク州ブロンクス出身で、ペンシルベニア大学卒業後に弁護士となりドジャースの法律顧問から共同オーナーとなり、1950年10月に単独オーナーとなってドジャースの経営権を握った。彼もブランチ・リッキーに勝るとも劣らないアイデアマンであり、有能な経営者であった。これより8年後にブルックリンから西海岸のロサンゼルスに本拠地移転を行い、ドジャー・スタジアムを完成させた。また親日家であり、1956年にドジャースが日米野球で訪日して以来日本のプロ野球との関係は深く、1961年には読売ジャイアンツがドジャータウンのベロビーチを訪ねてで春季キャンプを行い、日本で最も有名なメジャーリーグのオーナーでもあった。1970年に息子のピーター・オマリーに経営を譲った。そして1998年にピーターがFOXにドジャースを売却するまで半世紀近くの間、「オマリー家のドジャース」であった。

### テッド・ウィリアムズの年俸
前年、惜しくも1毛差で首位打者を逃し、三冠王にはなれなかったテッド・ウィリアムズだが、シーズン終了後に年俸が10万ドルにアップされた。前年にはジョー・ディマジオが10万ドルになっている。ところで野球選手の年俸については19世紀末には2,500ドルが上限とされ、少しずつ上限を上回る金額もあったが、1908年にホーナス・ワグナーが1万ドルの獲得に成功し、その後1914年にタイ・カッブが1万5,000ドル、トリス・スピーカーが1万8,000ドルを得て、相場は少しずつ上がっている。この頃の最低年俸は5,000ドルであった。

### 規則の改訂
- 投手のマウンドの高さが一律15インチと規定された。
- 首位打者及び最高長打率の有資格者の規定が変更され、1920年以来「出場試合数が100試合以上」であったのが「打数400以上」の選手を対象とすることに変更された。しかしこの規定はすぐに問題が生じて、7年後に再び変更された。
- 罰金の裁定はリーグ会長のみの権限となり、審判員が直接罰金の裁定を下すことはなくなった。

### その他
- 1950年のメジャーリーグ観客動員数　　1,746万2,977人　(アメリカンリーグ・ナショナルリーグ合計)　　出典：「アメリカ・プロ野球史」148P　 鈴木武樹　著　　三一書房
- ボストン・レッドソックスのテッド・ウイリアムズは、この年に年俸10万ドル選手となった。

## 最終成績

### レギュラーシーズン
| 順 | チーム                           | 勝利 | 敗戦 | 勝率 | G差  |
| -- | -------------------------------- | ---- | ---- | ---- | ---- |
| 1  | ニューヨーク・ヤンキース         | 98   | 56   | .636 | --   |
| 2  | デトロイト・タイガース           | 95   | 59   | .617 | 3.0  |
| 3  | ボストン・レッドソックス         | 94   | 60   | .610 | 4.0  |
| 4  | クリーブランド・インディアンス   | 92   | 62   | .597 | 6.0  |
| 5  | ワシントン・セネタース           | 67   | 87   | .435 | 31.0 |
| 6  | シカゴ・ホワイトソックス         | 60   | 94   | .390 | 38.0 |
| 7  | セントルイス・ブラウンズ         | 58   | 96   | .377 | 40.0 |
| 8  | フィラデルフィア・アスレチックス | 52   | 102  | .338 | 46.0 |

| 順 | チーム                       | 勝利 | 敗戦 | 勝率 | G差  |
| -- | ---------------------------- | ---- | ---- | ---- | ---- |
| 1  | フィラデルフィア・フィリーズ | 91   | 63   | .591 | --   |
| 2  | ブルックリン・ドジャース     | 89   | 65   | .578 | 2.0  |
| 3  | ニューヨーク・ジャイアンツ   | 86   | 68   | .558 | 5.0  |
| 4  | ボストン・ブレーブス         | 83   | 71   | .539 | 8.0  |
| 5  | セントルイス・カージナルス   | 78   | 75   | .510 | 12.5 |
| 6  | シンシナティ・レッズ         | 66   | 87   | .431 | 24.5 |
| 7  | シカゴ・カブス               | 64   | 89   | .418 | 26.5 |
| 8  | ピッツバーグ・パイレーツ     | 57   | 96   | .373 | 33.5 |

### オールスターゲーム
- ナショナルリーグ 4 - 3 アメリカンリーグ

### ワールドシリーズ
- フィリーズ 0 - 4 ヤンキース

| 10/4 – | ヤンキース | 1 | - | 0 |  | フィリーズ |
| 10/5 – | ヤンキース | 2 | - | 1 |  | フィリーズ |
| 10/6 – | フィリーズ | 2 | - | 3 |  | ヤンキース |
| 10/7 – | フィリーズ | 2 | - | 5 |  | ヤンキース |

## 個人タイトル

### アメリカンリーグ
| 項目   | 選手                         | 記録 |
| ------ | ---------------------------- | ---- |
| 打率   | ビリー・グッドマン (BOS)     | .354 |
| 本塁打 | アル・ローゼン (CLE)         | 37   |
| 打点   | ウォルト・ドローポ (BOS)     | 144  |
| 打点   | バーン・スティーブンス (BOS) | 144  |
| 得点   | ジョー・ディマジオ (BOS)     | 131  |
| 安打   | ジョージ・ケル (DET)         | 218  |
| 盗塁   | ドム・ディマジオ (BOS)       | 15   |

| 項目   | 選手                       | 記録 |
| ------ | -------------------------- | ---- |
| 勝利   | ボブ・レモン (CLE)         | 23   |
| 敗戦   | アレックス・ケルナー (PHA) | 20   |
| 防御率 | アーリー・ウィン (CLE)     | 3.20 |
| 奪三振 | ボブ・レモン (CLE)         | 170  |
| 投球回 | ボブ・レモン (CLE)         | 288  |
| セーブ | ミッキー・ハリス (WS1)     | 15   |

### ナショナルリーグ
| 項目   | 選手                       | 記録 |
| ------ | -------------------------- | ---- |
| 打率   | スタン・ミュージアル (STL) | .346 |
| 本塁打 | ラルフ・カイナー (PIT)     | 47   |
| 打点   | デル・エニス (PHI)         | 126  |
| 得点   | アール・トーギソン (BSN)   | 120  |
| 安打   | デューク・スナイダー (BRO) | 199  |
| 盗塁   | サム・ジェスロー (BSN)     | 35   |

| 項目   | 選手                         | 記録 |
| ------ | ---------------------------- | ---- |
| 勝利   | ウォーレン・スパーン (BSN)   | 21   |
| 敗戦   | ボブ・ラッシュ (CHC)         | 20   |
| 防御率 | サル・マグリー (NYG)         | 2.71 |
| 奪三振 | ウォーレン・スパーン (BSN)   | 191  |
| 投球回 | バーン・ビックフォード (BSN) | 311⅔ |
| セーブ | ジム・コンスタンティー (PHI) | 22   |

## 表彰

### 全米野球記者協会（BBWAA）表彰
シーズンMVP
- アメリカンリーグ ： フィル・リズート （NYY）
- ナショナルリーグ ： ジム・コンスタンティー （STL）

最優秀新人賞
- アメリカンリーグ ： ウォルト・ドローポ （BOS）
- ナショナルリーグ ： サム・ジェスロー （BSN）

### その他表彰
ベーブ・ルース賞
- ジェリー・コールマン (NYY)